# Yoox Net-a-Porter Group
Yoox Net-a-Porter Group est une entreprise de distribution de vêtement par internet basée à Milan en Italie. L'entreprise gère les sites Net à porter, Mr porter, The Corner, Shoescribe, Yoox, The outnet, etc.

## Histoire
En 2000, Yoox, une entreprise de distribution de vêtement par internet, est créée à Zola Predosa (Bologne). Sa stratégie de distribution est basée sur la vente de fin de série de vêtement de mode et de luxe.
En mars 2015, Yoox fusionne avec Net-a-Porter, une filiale à 100 % de Richemont, créée en 2000 par l'entrepreneure de mode Natalie Massenet,. Les deux entreprises possèdent 50 % des actions de la nouvelle entité, mais Richemont ne possède que 25 % des droits de vote du nouvel ensemble, avec l'interdiction d'augmenter sa participation. Ce nouvel ensemble a un chiffre d'affaires cumulé de 1,3 milliard d'euros.
Richemont annonce acquérir en janvier 2018 la totalité de Yoox-Net-a-Porter pour 2,8 milliards de dollars.
En juin 2019, le groupe lance Net Sustain sur le site Net-a-Porter regroupant des marques ayant des engagements durables et écologiques tels que la production locale, la valorisation de l'artisanat, l'utilisation de matériaux responsables, de modes de production durable ainsi que la réduction des déchets. Cette initiative s'inscrit dans un contexte de hausse du poids des Millenials dans l'achat de biens de luxe qui sont sensibles aux engagements écologiques des diverses marques.  
En juillet 2019, le groupe se lance dans la vente de haute joaillerie au sein de leur section destinée aux EIP (Extremely Important People) avec des marques offrant des pièces inédites et uniques au monde;
En 2022, Farfetch acquiert une participation de 47,5 % dans la société.